# Ken Jensen
 Denne artikel bør gennemlæses af en person med fagkendskab for at sikre den faglige korrekthed.

Ken "Buller" Jensen (født 1951) var en dansk ishockeyspiller. Han blev den første spiller, der opnåede 500 førsteholdskampe for en dansk ishockeyklub, da han i perioden 1968-88 spillede hele 19 sæsoner på Gladsaxe Skøjteløber-Forenings førstehold – en imponerende bedrift, når man tænker på, at ligaholdene dengang spillede væsentligt færre kampe end i dag.
"Buller" debuterede på GSF's førstehold som 16-årig midt i klubben storhedstid, og han var med på holdene, der vandt klubbens tre sidste danmarksmesterskaber i sæsonerne 1970-71, 1973-74, 1974-75. Han startede sin karriere som forward men blev senere rykket ned som back.
I 1988 var han den første danske ishockeyspiller, der modtog et Guinness-diplom. Teksten på diplomet lød: "Det bekræftes hermed, at Ken Jensen i februar 1988 har sat rekorden i flest kampe i ishockey med 504 divisionskampe for Gladsaxe Skøjteløber Forenings førstehold."
Han sluttede sin aktive karriere med fem sæsoner på HIK's old boys-hold sammen med sin gamle holdkammerat fra GSF, Søren Gjerding. I flere år var han om sommeren træner på Scan-Can hockey camps. I en periode var han endvidere medlem af Danmarks Ishockey Unions disciplinærudvalg.